# Aurach (Rednitz)
Die Aurach ([ˈaʊ̯ʁax] ⓘ) ist ein ganzjähriges Fließgewässer 2. und 3. Ordnung im bayerischen Mittelfranken in den Landkreisen Ansbach und Roth.

## Name
Der Name Aurach bedeutet so viel wie „Bach, an dem Auerochsen weiden“ (ahd. ūr = Auerochs und aha = fließendes Wasser).

## Geographie

### Verlauf
Die Aurach entspringt etwa einen Kilometer westlich von Petersaurach auf einer Höhe von 452 m ü. NHN und fließt fast 32 km stets ostwärts zu ihrem Vorfluter Rednitz.
An ihrem Lauf liegen die Ortschaften Aich, Wollersdorf, Bertholdsdorf, Veitsaurach, Barthelmesaurach, Gauchsdorf und Rothaurach. Ab Götzenreuth entwässert sie als Vorfluter die Südflanke des Heidenberges und mündet am nördlichen Rand von Roth auf 325 m ü. NHN von links in die Rednitz.
Wie die meisten westlichen Zuflüsse der Rednitz hat die Aurach ein geringes Gefälle und einen geringen Abfluss sowie Sandstrukturen im Uferbereich und in der Gewässersohle.

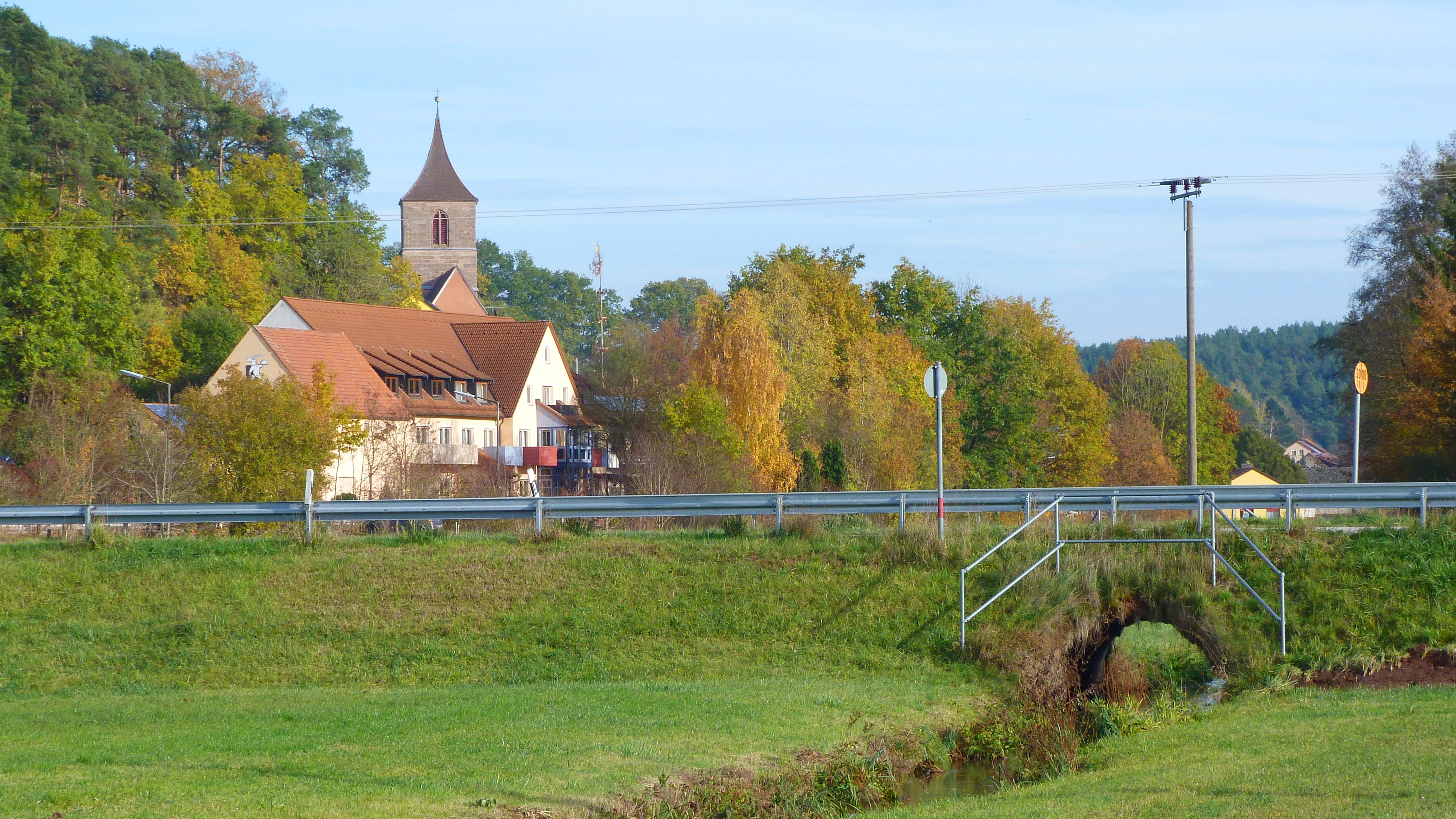
Aurach bei Veitsaurach
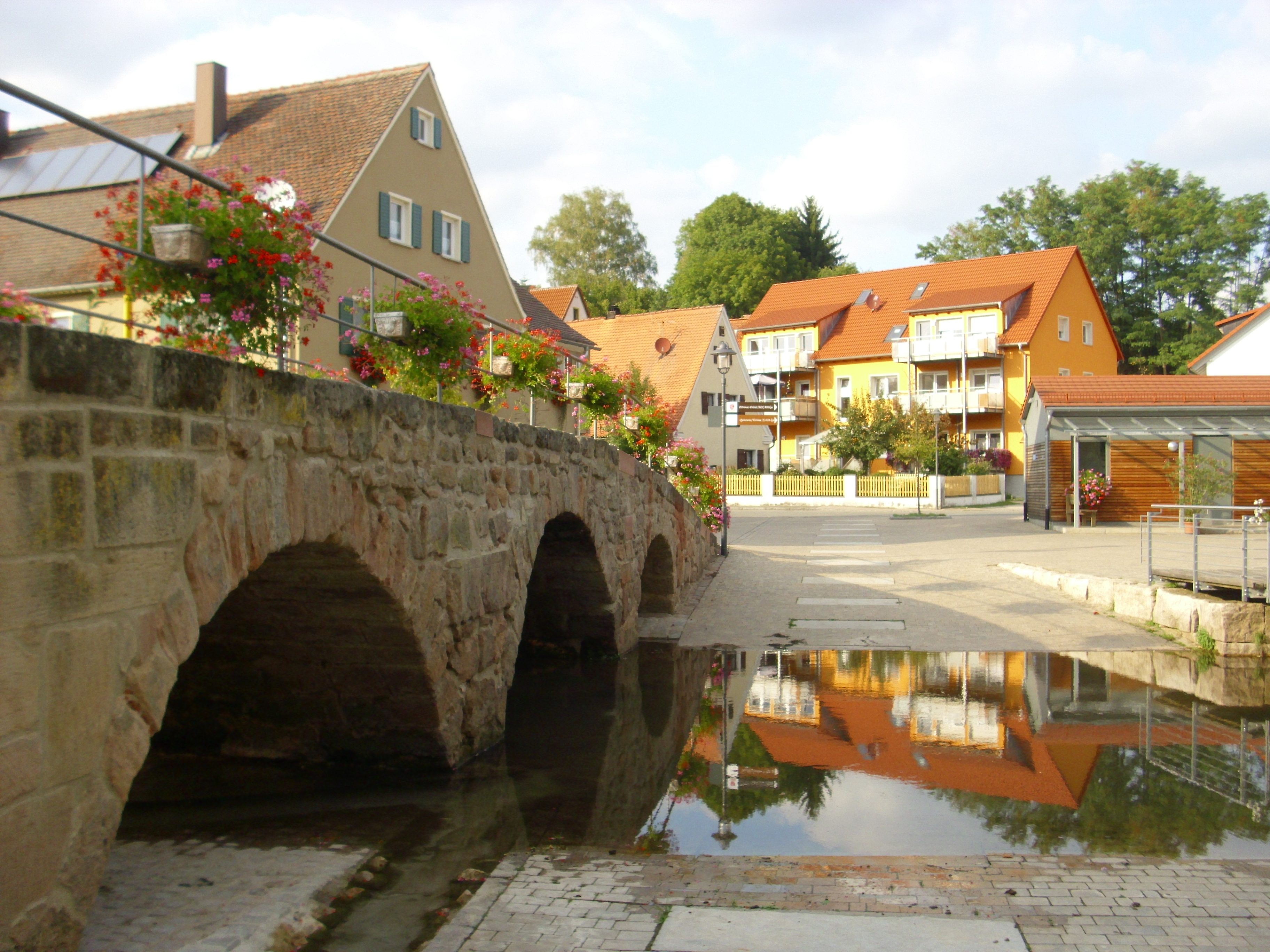
Aurach bei Barthelmesaurach

### Einzugsgebiet
Das Einzugsgebiet der Aurach ist über 128 km² groß und erstreckt sich vom bewaldeten Sandbühl westlich von Petersaurach etwa 27 km weit ostsüdöstlich bis zur Mündung bei Roth; quer dazu ist es überall weniger als 9 km breit. Sein höchster Punkt liegt auf einem Waldhöcker am Rande des Sandbühls und erreicht etwa 469 m ü. NHN; doch auch mündungsnah klettern die linke Wasserscheide am Heidenberg und die rechte im Abenberger Wald nochmals auf über 460 m ü. NHN.
Es grenzt reihum an die Einzugsgebiete der folgenden Nachbargewässer, die letztlich alle zur Rednitz entwässern:
- Im Westen verläuft die Wasserscheide kurz gegen den Haselbach, dessen Abfluss diese über die Bibert erreicht;
- im Norden konkurriert längstenteils die Schwabach, ehe sich mündungsnah das Einzugsgebiet des Mainbachs und zuletzt diejenigen viel kleinerer Rednitz-Zuflüsse dazwischenschieben;
- im Süden nimmt von der Mündung aufwärts fast von Anfang an die Fränkische Rezat, der linke Oberlauf der Rednitz, den Abfluss zur anderen Seite auf.

### Zuflüsse
Liste der Zuflüsse, soweit auf dem BayernAtlas benannt, mit Längen und Einzugsgebieten:
- Weiherbrunnbächlein, von links auf etwa 429 m ü. NHN ⊙ wenig unterhalb von Petersaurach, ca. 2,2 km und ca. 1,6 km²
- Heiligenbächl, von rechts auf etwa 398 m ü. NHN ⊙ bei Neuendettelsau-Geichsenmühle, ca. 4,5 km und ca. 7,6 km²
- Reutgraben, von rechts auf etwa 387 m ü. NHN ⊙ wenig unterhalb von Neuendettelsau-Jakobsruh, ca. 0,8 km und ca. 1,0 km²
- Triebenbach, von links auf etwa 382 m ü. NHN ⊙ in Neuendettelsau-Wollersdorf, ca. 2,7 km und ca. 5,3 km²
- Watzendorfer Bach, von rechts auf etwa 375 m ü. NHN ⊙ in Windsbach-Bertholdsdorf, ca. 5,3 km und ca. 6,9 km²
- Lanzenbach, von links auf etwa 373 m ü. NHN ⊙ in Windsbach-Veitsaurach, ca. 3,6 km und ca. 7,3 km²
- Klingengraben, von links auf etwa 372 m ü. NHN ⊙ unterhalb von Veitsaurach, ca. 1,0 km und ca. 2,2 km²
- Almesbach, von rechts auf etwa 370 m ü. NHN ⊙ oberhalb von Windsbach-Buckenmühle, ca. 4,2 km und ca. 5,4 km²
- Kettersbach, von rechts auf etwa 368 m ü. NHN ⊙ oberhalb von Kammerstein-Rudelsdorf, ca. 2,9 km und ca. 3,5 km²
- Geisbach, von links auf etwa 353 m ü. NHN ⊙ unterhalb von Büchenbach-Neumühle, ca. 5,9 km und ca. 10,3 km²
- Hirtenbach, von rechts auf etwa 351 m ü. NHN ⊙ oberhalb von Büchenbach-Gauchsdorf, ca. 6,3 km und ca. 9,7 km²
- Brandlgraben, von links auf etwa 347 m ü. NHN ⊙ unterhalb von Gauchsdorf an der Kläranlage, ca. 1,3 km und ca. 2,8 km²
- Kaltenbach, von rechts auf etwa 346 m ü. NHN ⊙ oberhalb von Büchenbach-Hebresmühle, ca. 4,0 km und ca. 7,6 km²
- Listenbach, von rechts auf etwa 344 m ü. NHN ⊙ gegenüber der Hebresmühle, ca. 4,5 km und ca. 11,4 km²
- Erlbachl, von rechts auf etwa 340 m ü. NHN ⊙ oberhalb von Roth-Rothaurach, ca. 1,3 km und ca. 2,8 km²
- Luchbach[10], von rechts auf etwa 336 m ü. NHN ⊙ in Rothaurach, ca. 1,4 km und ca. 2,0 km²

### Orte am Lauf
Orte am Lauf mit ihren Zugehörigkeiten. Nur die Namen tiefster Schachtelungsstufe bezeichnen Siedlungsanrainer.
Landkreis Ansbach
- Gemeinde Petersaurach
  - Petersaurach (Pfarrdorf)
- Gemeinde Neuendettelsau
  - Aich (Dorf, überwiegend links)
  - Hammerschmiede (Einöde, links)
  - Geichsenmühle (Einöde, rechts)
  - Mausenmühle (Einöde, links)
  - Steinhof (Einöde, links)
  - Steinmühle (Einöde)
  - Jakobsruh (Einöde, rechts auf Mündungssporn)
  - Wollersdorf (Dorf, überwiegend links)
- Stadt Windsbach
  - Bertholdsdorf (Pfarrdorf)
  - Veitsaurach (Pfarrdorf)
  - Buckenmühle (Einöde, links)

Landkreis Roth
- Gemeinde Kammerstein
  - Rudelsdorf (Dorf, überwiegend links)
  - Barthelmesaurach (Pfarrdorf)
  - Hasenmühle (Einöde, rechts)
  - Mildach (Dorf, überwiegend links)
- Gemeinde Büchenbach
  - Neumühle (Dorf, links)
  - Gauchsdorf (Dorf, fast nur links)
  - Hebresmühle (Einöde, links)
- Stadt Roth
  - Rothaurach (Dorf, überwiegend rechts)
- Gemeinde Büchenbach und Stadt Roth
  - Lohmühle (Einöde, rechts)

## Natur und Umwelt

### Gewässergüte
Die Aurach weist in ihrem Oberlauf die Gewässergüteklasse II-III auf und verbessert sich in ihrem Unterlauf auf Güteklasse II.
Bei Petersaurach, Mausendorf, Veitsaurach, Barthelmesaurach, Götzenreuth, Breitenlohe, Aurau und Rothaurach nimmt sie jeweils die gereinigten Abwässer der dortigen Kläranlagen auf.

### Landschaftsschutz
Der größte Teil des Fließverlaufes der Aurach im Landkreis Roth liegt im landkreisübergreifenden Landschaftsschutzgebiet Nr. 00428.01.

## Mühlen
Früher trieb die Aurach in Abständen von etwa zwei Kilometern jeweils eine Mühle an. Es waren dies beispielsweise die Hammerschmiede, Geichsenmühle, Mausenmühle, Steinmühle, Buckenmühle, Hasenmühle, Neumühle, und Hebresmühle sowie jene bei Gauchsdorf und Rothaurach und die Lohmühle bei Roth. Die Wasserkraft der Aurach hat heute ihre Bedeutung verloren.